# ハワイの諸言語訳聖書

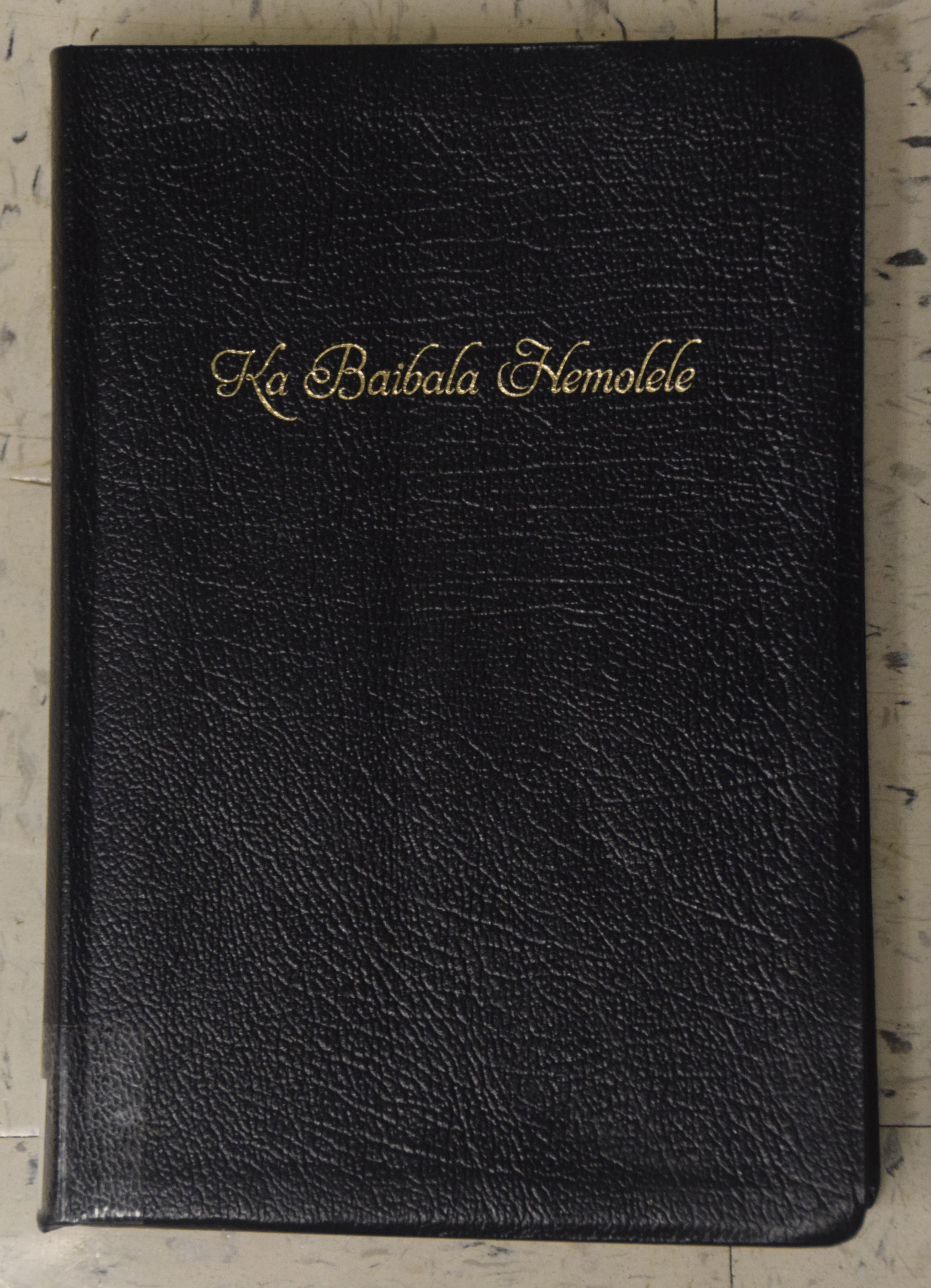
ハワイ語訳聖書『Ka Baibala Hemolele』（2018年の再編集版）の表紙

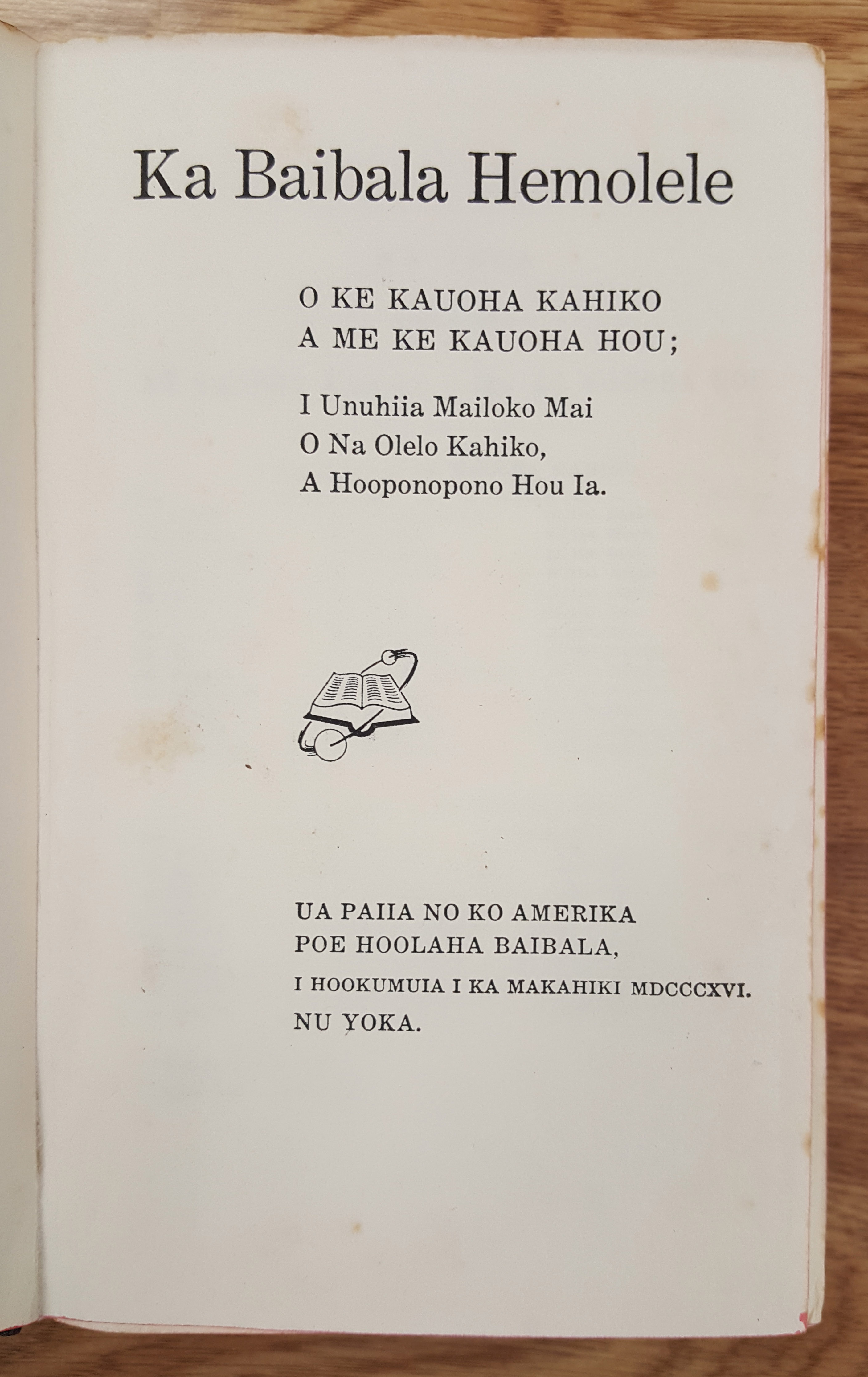
聖書『Ka Baibala Hemolele』の内表紙（1960年代の再版）

ハワイの諸言語訳聖書（ハワイのしょげんごやくせいしょ、英語: Bible translations into the languages of Hawaii）では、キリスト教聖書のハワイへ向けての翻訳を扱う。

## ハワイ語聖書
1820年、アメリカ海外伝道評議会からの宣教師がハワイへ派遣されて、ハワイのキリスト教化が始まった。うち、宣教師のエイサ・サーストンは同年にハワイ島カイルア・コナでハワイで初めてのキリスト教会「モクアイカウア教会」を設立し、ハイラム・ビンガムは1821年にオアフ島ホノルルでカワイアハオ教会を設立した。両教会は「アメリカ合衆国建国の父」が属した会衆派教会で、これは合併を経てキリスト連合教会と呼ばれる。
ビンガムは後に協力者たちと『キリスト教聖書』全書（新約聖書・旧約聖書）をハワイ語へ翻訳した。四福音書が1828年に翻訳され、残りの新約聖書は1832年、旧約聖書は1839年に翻訳された。1868年には改訂されている。最近の研究では、翻訳の原稿はサーストンが4分の1、ビンガムが2割（全体の作業まとめも行った）、その後ホノルルへ宣教師として来たアーテマス・ビショップ（Artemas Bishop）が14%（最初の改訂も）、残りは数人で行ったといわれる。
ハワイ語の使用はその後ハワイがアメリカ合衆国に併合されて下火になったが、20世紀後半になってハワイ語復興運動が盛んになり、子弟をイマージョン・プログラムによりハワイ語で教育する「カメハメハ・スクール」への入学も増えてきた。そして21世紀に入り、ハワイ文化推進基金（Partners In Development Foundation）支持の下の「ハワイ語聖書プロジェクト」（Hawaiian Bible Project）で、上記のハワイ語聖書『Ka Baibala Hemolele』を1832-1868年の翻訳は基本的にそのままで、現代ハワイ語正書法に再編集したものが（オキナとマクロンの付加など）、2018年に書籍および電子書籍版で出版された 。

## ハワイ・クレオール英語聖書
ハワイ・クレオール英語への新約聖書翻訳は『ダ・ジーザズ・ブック』（Da Jesus Book）という題名で2000年にウィクリフ聖書翻訳協会から出版された。

## 訳文の比較
| 題名                              | ヨハネによる福音書 3章16節 |
| --------------------------------- | --- |
| Ke Kauoha Hou (1839, 1868 & 1994) | No ka mea, ua aloha nui mai ke Akua i ko ke ao nei, nolaila, ua haawi mai oia i kana Keiki hiwahiwa, i ole e make ka mea manaoio ia ia, aka, e loaa ia ia ke ola mau la.                                           |
| Da Jesus Book                     | God wen get so plenny love an aloha fo da peopo inside da world, dat he wen send me, his one an ony Boy, so dat everybody dat trus me no get cut off from God, but get da real kine life dat stay to da max foeva. |

日本語（新共同訳聖書）では、

神は、その独り子をお与えになったほどに、世を愛された。独り子を信じる者が
一人も滅びないで、永遠の命を得るためである。